# لیک ارووهد (مین)
لیک ارووهد(به انگلیسی: Lake Arrowhead) شهری در ایالت مین کشور ایالات متحده آمریکا است که جمعیت آن در سرشماری سال ۲۰۱۰ میلادی، ۳٬۰۷۱ نفر بوده‌است.